# Prix Nevanlinna
Le prix Nevanlinna, transformé en médaille Abacus en 2018, est un prix récompensant une contribution majeure dans le domaine des mathématiques, dans son aspect informatique. Le prix a été mis en place en 1981 par l'Union mathématique internationale en l'honneur du mathématicien finlandais Rolf Nevanlinna, mort un an auparavant. L'UMI a accepté l'offre de l'université d'Helsinki de financer le prix. Rolf Nevanlinna a été recteur de l'université de Helsinki et président de l'UMI.
Décerné tous les quatre ans, le prix est remis lors du congrès international des mathématiciens et consiste en une médaille en or et une somme d'argent.

## Lauréats
| Année | Lauréat                 | Nationalité      |
| ----- | ----------------------- | ---------------- |
| 1982  | Robert Tarjan           | États-Unis       |
| 1986  | Leslie Valiant          | Royaume-Uni      |
| 1990  | Alexander Razborov      | Russie           |
| 1994  | Avi Wigderson           | Israël           |
| 1998  | Peter Shor              | États-Unis       |
| 2002  | Madhu Sudan             | Inde/ États-Unis |
| 2006  | Jon Kleinberg           | États-Unis       |
| 2010  | Daniel Spielman         | États-Unis       |
| 2014  | Subhash Khot            | Inde/ États-Unis |
| 2018  | Constantinos Daskalakis | Grèce            |
| 2022  | Mark Braverman          | Israël           |